# Håkan Mild
Stig Håkan Mild (født 14. juni 1971 i Trollhättan, Sverige) er en svensk tidligere fodboldspiller (central midtbane), der mellem 1991 og 2001 spillede 74 kampe og scorede otte mål for Sveriges landshold. Han var en del af den svenske trup til både VM 1994 i USA og EM 2000, hvor holdet vandt bronze ved førstnævnte turnering. Derudover repræsenterede han med et særligt OL-landshold Sverige ved OL 1992 i Barcelona.
På klubplan spillede Mild størstedelen af sin karriere for IFK Göteborg i hjemlandet, og havde desuden udlandsophold hos Servette i Schweiz, spanske Real Sociedad og Wimbledon F.C. i England. Han vandt hele fem svenske mesterskaber og én pokaltitel med IFK, mens det hos Servette også blev til et schweizisk mesterskab.

## Titler
Allsvenskan
- 1990, 1991, 1993, 1995 og 1996 med IFK Göteborg

Svenska Cupen
- 1992 med IFK Göteborg

Schweiziske Super League
- 1994 med Servette